# Comté de Franklin (Floride)
Pour les articles homonymes, voir Comté de Franklin.
Le comté de Franklin est un comté situé dans la région de Big Bend, État de Floride, aux États-Unis. Sa population était de 12 451 habitants en 2020. Son chef-lieu est Apalachicola. Le comté a été fondé en 1832 et doit son nom à l'homme politique et inventeur Benjamin Franklin.

## Comtés adjacents
- Comté de Liberty (nord)
- Comté de Wakulla (nord-est)
- Comté de Gulf (ouest)

## Principales villes
- Apalachicola
- Carrabelle

## Démographie
| Groupe                           | Comté de Franklin | Floride | États-Unis |
| -------------------------------- | ----------------- | ------- | ---------- |
| Blancs                           | 82,6              | 75,0    | 72,4       |
| Afro-Américains                  | 13,8              | 16,0    | 12,6       |
| Métis                            | 1,7               | 2,5     | 2,9        |
| Autres                           | 1,2               | 3,7     | 6,4        |
| Amérindiens                      | 0,5               | 0,4     | 0,9        |
| Asiatiques                       | 0,2               | 2,4     | 4,8        |
| Total                            | 100               | 100     | 100        |
|                                  |                   |         |            |
| Hispaniques et Latino-Américains | 4,6               | 22,5    | 16,7       |

Selon l'American Community Survey, pour la période 2011-2015, 93,33 % de la population âgée de plus de 5 ans déclare parler anglais à la maison, alors que 4,36 % déclare parler l'espagnol, 0,61 % le créole haïtien et 1,70 % une autre langue.
| 1840  | 1850  | 1860  | 1870  | 1880  | 1890  |
| ----- | ----- | ----- | ----- | ----- | ----- |
| 1 030 | 1 561 | 1 904 | 1 256 | 1 791 | 3 308 |

| 1900  | 1910  | 1920  | 1930  | 1940  | 1950  |
| ----- | ----- | ----- | ----- | ----- | ----- |
| 4 890 | 5 201 | 5 318 | 6 283 | 5 991 | 5 814 |

| 1960  | 1970  | 1980  | 1990  | 2000   | 2010   |
| ----- | ----- | ----- | ----- | ------ | ------ |
| 6 576 | 7 065 | 7 661 | 8 967 | 11 057 | 11 549 |